# Lorica hamata

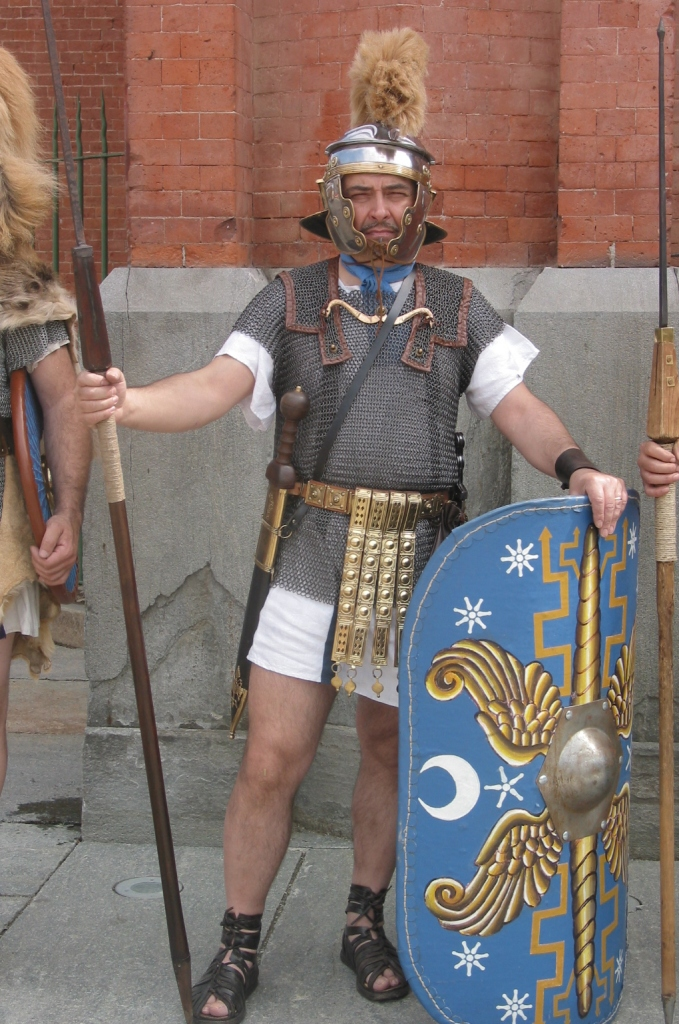
Moderní rekonstrukce římského kroužkového pancíře

Lorica hamata neboli kroužkový pancíř byla přibližně od 3. století př. n. l. součástí zbroje římských legionářů.

## Vývoj a vzhled
Kroužkový pancíř vynalezli kolem roku 300 př. n. l. galští Keltové, nicméně ho nepoužívali ve velkém, protože bojovat ve zbroji bylo u běžného Kelta považováno za určitou zbabělost. Tuto zbroj tedy nosili především náčelníci.

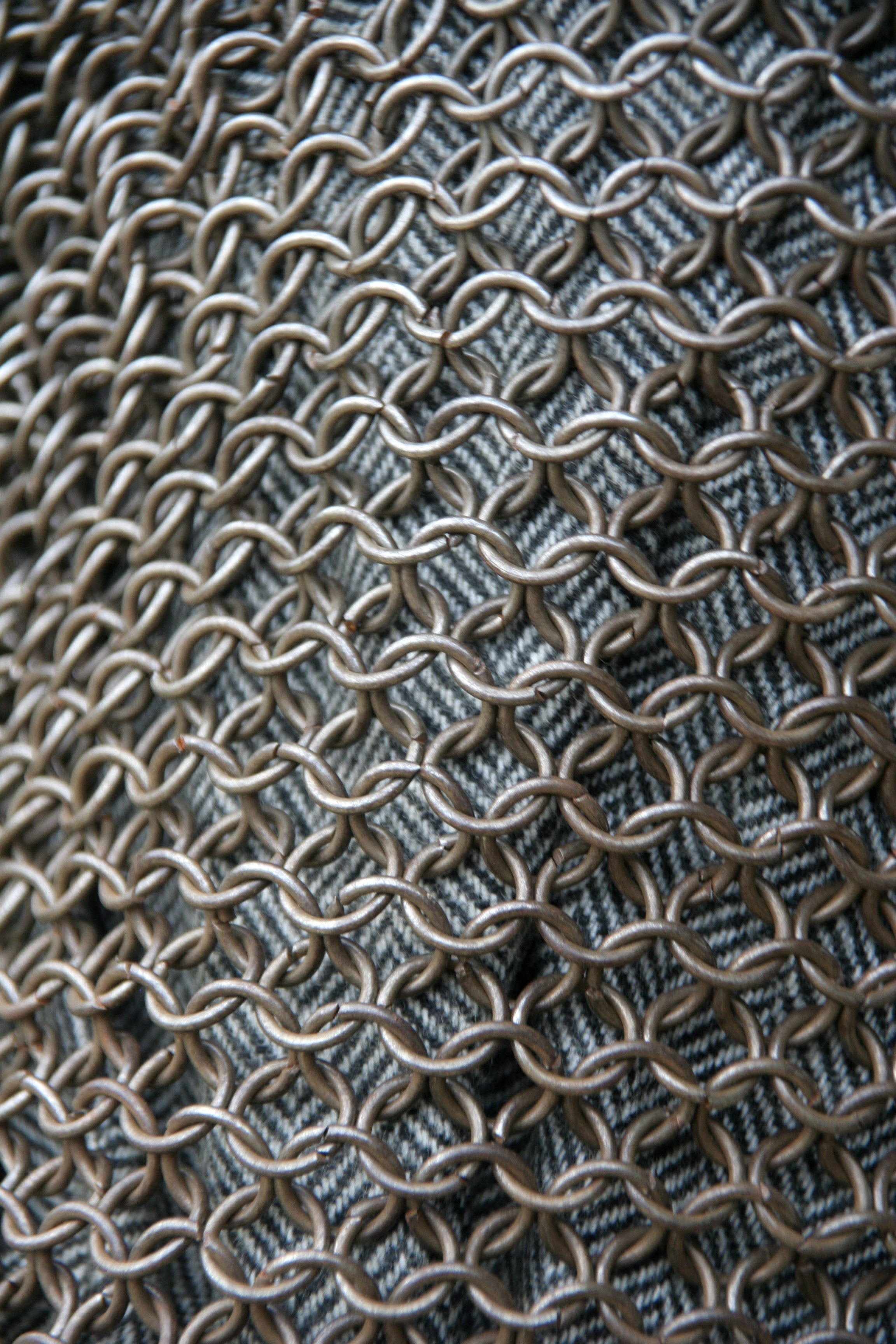
Detail kroužkového pancíře lorica hamata

Římané kroužkový pancíř převzali od Keltů spolu se šupinovým pancířem a upravili ho podle řecké zbroje. Charakteristické bylo zejména ramenní zdvojení, jež bylo pro řecko-římskou zbroj typické. Zpočátku si mohli tuto novinku dovolit pouze bohatší hastati a principové, ale po Mariově reformě se kroužkový pancíř stal běžnou výbavou každého legionáře.
Počátkem 1. století se však objevil nový, účinnější článkovaný pancíř, jenž sice nahradil kroužkovou zbroj, nicméně ji nikdy úplně nevytlačil, protože ji nadále používali zejména centurioni, praporečníci, jízda a pomocné sbory neboli auxilia. Podle některých důkazů ji nosili i někteří běžní legionáři. Článkovaný pancíř se používal až do poloviny 3. století, poté byl vytlačen kroužkovým a šupinovým pancířem, jež se vrátily a staly se opět hlavní zbrojí římských legií. V té době se však již lorica hamata označovala podle obrněného perského jezdce (katafrakta) jako cataphractae. Pancířům z této doby již chybělo tradiční ramenní zdvojení. To však nepoužívaly ani pomocné sbory v předchozím císařském období.
Kroužkovou zbroj používali v dobách pozdního císařství i Germáni či Peršané. Další slávy se jako kroužkové brnění dočkala ve středověké Evropě a Byzanci.